# Colomán de Anjou
Colomán de Anjou (en húngaro: Kálmán) (1317 – 1375) fue obispo de Győr (1337–1375), hijo ilegítimo del rey Carlos I Roberto de Hungría.

## Biografía
Colomán nació como fruto de una relación adúltera del rey Carlos I Roberto de Hungría con la noble Isabel Csák en 1317, cuando probablemente se hallaba casado aún con María Piast de Polonia (la cual murió en 1318). El rey húngaro había perdido a su primera esposa María Rurik en 1305, y estuvo casado con María Piast por varios años sin que ninguna de las dos le diese herederos.
Colomán nunca aspiró al trono, pues la cuarta esposa del rey, Isabel Łokietek, finalmente le dio 5 hijos varones al monarca. Sin quedar totalmente relegado, Colomán ascendió al puesto de obispo de Győr en 1337, cargo que ocupó por casi cuatro décadas. Entre 1351 y 1357 Colomán estableció a la orden franciscana en la ciudad de Szombathely, luego de que el religioso Juan de Silesia arribase al reino húngaro con los ejércitos del rey Luis I de Hungría de la segunda guerra contra Nápoles (1349-1350).
Resultó uno de los obispos más activos y trabajadores de la diócesis, y falleció en 1375 en Győr.